# 롬복날여우박쥐
롬복날여우박쥐(Pteropus lombocensis)는 큰박쥐과에 속하는 박쥐의 일종이다. 인도네시아의 토착종으로 왕박쥐속에 속하는 다른 종과 함께 1990년 이래 멸종위기에 처한 야생동식물종의 국제거래에 관한 협약(CITES) 부속서 II에 등재되었다. 1996년 국제 자연 보전 연맹에 의해 "관심대상종"으로 분류되었지만, 개체수가 얼마나 풍부한 지에 대해 불확실하고, 사냥과 서식지 파괴때문에 위협을 받고 있을 가능성때문에 2008년에 "정보부족종"으로 변경되었다.